# Carmelo Dinaro
Carmelo Dinaro (Melicuccà, 18 gennaio 1914 – 20 novembre 2011) è stato un politico italiano.

## Biografia
Laureato in Lettere e Pedagogia, lavora come funzionario direttivo del Ministero della pubblica istruzione. Politicamente impegnato con il Movimento Sociale Italiano - Destra Nazionale, viene eletto Senatore nella quinta e nella sesta Legislatura nella Circoscrizione Calabria, rimase a Palazzo Madama dal 1968 al 1976.